# 历时与共时
共时（synchrony，来自古希腊语“在一起”和“时间”）与历时（diachrony，来自“通过”和“时间”）是语言学分析中两种互补的观点。共时方法考虑一个时期以内的一门语言，而不考虑其历史发展。共时语言学描述的是特定时间点（通常是当前）的语言。相反，历史语言学中的历时方法则是考虑语言在历史中的发展和演变。
例如，对中古英语的研究是共时的（前提是主题在时间上仅限于足够同质的形式），其重点是理解英语历史中的特定阶段如何作为一个整体发挥语言的功能。相比之下，历时方法通过比较不同阶段来研究語言變化。共时性和历时性这两个术语经常与历史语言学家费迪南·德·索绪尔相提并论，他认为共时性观点是系统的，而语言的变化太不可预测，不能视为一个系统。

## 概念发展
这组概念是1896-1911年间在日内瓦担任普通语言学教授的瑞士语言学家费迪南·德·索绪尔提出的理论，出现于1916年出版的遗作《普通语言学教程》中。
索绪尔的历史比较和重建语言学老师，如格奥尔格·库尔提乌斯，提倡新语法宣言，根据该宣言，语言的变化遵循绝对法则。因此，有人认为，在发现这些法则后，缺乏幸存资料的古代语言可以无限制地重建。与他的前辈相反，索绪尔在他的课程中用多个例子证明，这些所谓的“法则”太不可靠，使得重建的程度很难大范围超出现有资料的程度。因此，在索绪尔看来，语言的变迁（历时性）并不是一个系统。相比之下，每个共时阶段都是通过相互关联的意义和形式，形成系统性的平衡，因而结合在一起的。为了理解为什么一种语言在某个阶段具有某种形式，就必须考虑历时和共时的维度。
索绪尔同样拒绝了达尔文语言学家奥古斯特·施莱谢尔和馬克斯·繆勒的观点，这些学者认为语言是活的有机体，所以语言学属于生命科学。索绪尔说明语言的历史发展时，使用了电影比喻来区分共时性和历时性观点。尽管电影中的物体看起来在移动，但仔细研究就会发现这只是一种幻觉，因为电影的每张画面都是静态的（“共时的”），并且画面与画面之间除了无生命的帧之外一无所有。同样，语言的“生命”——简单而言就是語言變化——由一系列静态点组成，这些静态点在物理上独立于前一阶段。基于此背景，索绪尔警告不要混淆共时性和历时性，并表达了他对不能同时研究二者的担忧。
索绪尔逝世后，《普通语言学教程》出版之后，共时语言学和历时语言学的分离引起了争议，并遭到罗曼·雅各布森和马蒂内·安德烈等结构语言学家的拒绝，但这受到了生成语法学家的好评，他们认为索绪尔的声明是对历史比较法的全面拒绝。在美国语言学界，索绪尔被视为历史语言学的反对者。1979年，约瑟夫·格林伯格指出：
过去十年左右语言学的主要发展之一是重燃对历史语言学的兴趣，并且似乎仍在不断扩大（……）至少，共时性和历时性研究的严格分离——如索绪尔所设想，但在实践中从来不是绝对的——现在已被广泛拒绝。
相比之下，马克·阿罗诺夫认为，索绪尔将语言理论植根于共时状态，而不是历时状态，打破了19世纪语言学演化解释的传统。
共时性和历时性之间的二元对立已经被延续到哲学和社会学中，例如罗兰·巴特和让-保罗·萨特。雅各·拉岡也将其用于精神分析。在索绪尔之前，喀山学派的波兰语言学家博杜恩·德·库尔德内和米科瓦伊·克鲁谢夫斯基也独立发展了许多类似的概念，他们使用了语言的静态（statics）和动态（dynamics）这两个术语。
1970 年， Eugenio Coşeriu重新审视了索绪尔在语言描述中的共时性和历时性区别，以地理方言型（diatopic）、社会方言型（diastratic）和情境型（diaphasic）来描述语言变异。

## 延伸阅读
- de Saussure, Ferdinand. Bally, Charles; Sechehaye, Albert , 编. . 由Harris, Roy翻译. La Salle, Illinois: Open Court. 1983. ISBN 0-8126-9023-0.